# Слюссен (станція метро)
59°19′10″ пн. ш. 18°04′20″ сх. д. / 59.319444444444° пн. ш. 18.072222222222° сх. д.
«Слюссен» (швед. Slussen) — станція Зеленої лінії (маршрути Т17, Т18, Т19) та Червоної лінії (маршрути Т13, Т14) Стокгольмського метрополітену.
Пасажирообіг станції в будень —	79 000 осіб (2019).
Розташування: мікрорайон Слюссен, район Седермальм.
Конструкція: станція знаходиться на нульовому кілометрі відліку зеленої та червоної ліній — звідси ведеться відлік відстаней до решти станцій цих ліній. Знаходиться на глибині від 7 до 24 метрів під землею, має 2 платформи та 4 колії. Станція є кросплатформовою.

## Історія
Спочатку відкрита в 1933 році як підземна трамвайна зупинка, 1 жовтня 1950 року вона стала кінцевою станцією першої лінії метро, що прямувла на південь до  Гекараньєна, 
 
лінію було продовжено 24 листопада 1957 року коли було відкрито продовження лінії на північ до Гетор'єт. 

5 квітня 1964 року була відкрита перша черга Червоної лінії між Т-Сентрален і Фруенгеном . 

## Пересадки
Неподалік від північного входу до станції метро є автовокзал для автобусів до муніципалітетів Нака та Вермде, також тут була зупинка залізниці Saltsjöbanan, але у 2016 році її перенесли до Генріксдаль через реконструкцію Слюссена. 
Рух буде відновлено після завершення реконструкції, можливо, в 2026 році 

## Операції
| Попередня станція              | Лінія | Лінія     | Лінія | Наступна станція                 |
| ------------------------------ | ----- | --------- | ----- | -------------------------------- |
| Гамла-Стан до Окесгов          |       | Лінія T17 |       | Мєдбор'ярплацен до Скарпнек      |
| Гамла-Стан до Альвік           |       | Лінія T18 |       | Мєдбор'ярплацен до Фарста-странд |
| Гамла-Стан до Гессельбю-странд |       | Лінія T19 |       | Мєдбор'ярплацен до Гагсетра      |
| Гамла-Стан до Ропстен          |       | Лінія T13 |       | Маріатор'єт до Норсборг          |
| Гамла-Стан до Мербю-сентрум    |       | Лінія T14 |       | Маріатор'єт до Фруенген          |